# Светозар Глигорић
Светозар Глигорић Глига (Београд, 2. фебруар 1923 — Београд, 14. август 2012) био је српски и југословенски шаховски велемајстор.

## Биографија
Глигорић се у родном Београду са шахом упознао релативно касно, у 13. години. Само две године касније, 1938, са само 15 година, победио је на такмичењу Београдског шаховског клуба. Непосредно пред рат изгубио је оба родитеља и остао сироче. Професор др Нико Миљанић, такође страствени шахиста, прихватио га је као сопственог сина. Уочи Другог светског рата млади мајстор се квалификовао на државно првенство, али је напад Немачке на Краљевину Југославију нагло прекинуо шаховску збиљу. Кад је избио рат, Глигорић је с Миљанићима пребегао у Црну Гору, у Бањане, а нешто касније је ступио у партизане. Тако је као партизански борац за све време рата био одвојен од шаха. После демобилизације посветио се оживљавању шаховске организације радећи као новинар и организатор шаховских такмичења. Највећи део своје каријере играо је у ШК Партизан, али је стицајем околности био један од оснивача Спортског друштва Црвена звезда. Учествовао је на све већем броју такмичења, веома брзо развијајући своје шаховске способности. Године 1947. освојио је прво место на првенству Југославије и победио на свом првом међународном турниру у Варшави. Био је испред Смислова и Болеславског, чиме је означио пробој у светску елиту. Године 1958. у анкети дневног спортског листа Спорт проглашен је за најбољег спортисту Југославије.
Додељен му је Орден Вука Караџића.
Глигорић је преминуо у Београду 14. августа 2012. у 89. години од последица можданог удара. Сахрањен је у Алеји заслужних грађана на београдском Новом гробљу.
О њему је снимљен награђивани краткометражни документарни филм Глигорићева Мар дел Плата - Краљева индијска варијанта.

## Достигнућа у шаху
Титулу велемајстора добио је 1951. и одлучио да се у потпуности преда шаху. Следећих 20 година био је међу најбољим светским шахистима и кандидат за првака света. Један је од најактивнијих шахиста у историји. Југославија је, захваљујући њему, сматрана другом велесилом у свету, иза СССР-а, што је уједно период највећег успеха југословенског шаха. Учествовао је на огромном броју међународних турнира, од којих је многе освојио. Међу његове најзначајније победе спадају оне на турнирима у Варшави 1947, Хејстингсу 1951, 1956, 1959, 1961, Мар дел Плати 1953, Стокхолму (1954), Београду (1964) и Манили 1968, Лоун Пајну 1972. и 1979. Три пута се на Међународним турнирима квалификовао за мечеве кандидата у циклусу првенства света.
Педесетих и шездесетих година Глигорић је био сталан учесник на светским првенствима и уважаван као најбољи играч ван Совјетског Савеза. Једно од највећих достигнућа му је Међузонски турнир у Порторожу 1958, кад је у једној партији испустио тријумф и нашао се на другом месту иза Таља. Исте године, на Олимпијади у Минхену, добио је златну медаљу за резултат на првој табли, испред Ботвиника. На међузонском турниру у Сусу 1967. делио је друго место без пораза. У Аргентини, на турниру у Мар дел Плати 1953, Глигорић је победио и био испред Најдорфа. Тада је настао и Глигорићев "патент" у теорији шаховске игре - позната Мар дел Плата варијанта Краљеве индијске одбране. Глигорић је био један од ретких доживотних пријатеља Роберта-Бобија Фишера. Фишер и Глигорић су у коначном скору имали резултат 6:4, уз 6 ремија.
Између 1950. и 1982. године је 15 пута био југословенски представник на олимпијади, освајајући 12 медаља (једну златну, 6 сребрних и 5 бронзаних). Дванаест пута је освојио прво место на првенству Југославије.
Глигорић је познат и по својој новинарској каријери. Био је стални дописник часописа Chess Review и Chess Life. Написао је и велики број књига о шаху.